# Salvia duripes
Salvia duripes là một loài thực vật có hoa trong họ Hoa môi. Loài này được Epling & Mathias miêu tả khoa học đầu tiên năm 1957.